# Brothers (1930)
Brothers is een Amerikaanse misdaadfilm uit 1930 onder regie van Walter Lang.

## Verhaal
Bob Naughton en Eddie Connolly zijn tweelingbroers, die kort na de geboorte worden gescheiden. Bob wordt opgevoed door een rijke advocaat. Hij is verwend, bandeloos en kent weinig scrupules. Eddie werkt als pianist in een café en heeft een hoge moraal. Wanneer Bob op een dag een moord pleegt, valt de verdenking op Eddie.

## Rolverdeling
| Acteur            | Personage                     |
| ----------------- | ----------------------------- |
| Bert Lytell       | Bob Naughton / Eddie Connolly |
| Dorothy Sebastian | Norma Moore                   |
| William Morris    | Dokter Moore                  |
| Richard Tucker    | Openbare aanklager            |
| Maurice Black     | Giuseppe Michaelo Lorenzo     |
| Frank McCormack   | Joe                           |
| Claire McDowell   | Bess Naughton                 |
| Howard C. Hickman | John Naughton                 |
| Francis McDonald  | Tony                          |
| Rita Carlyle      | Mag                           |
| Jessie Arnold     | Maud                          |